# Nort-sur-Erdre
Nort-sur-Erdre là một xã thuộc tỉnh Loire-Atlantique, trong vùng Pays de la Loire ở phía tây nước Pháp. Xã này nằm ở khu vực có độ cao từ 2-73 mét trên mực nước biển. Theo điều tra dân số năm 2008 của INSEE, xã có dân số 7412 người.